# Angiolina Ortolani
Angiolina Valandris Ortolani (Bèrgam, 10 de maig de 1834 - Livorno, 1913) fou una soprano italiana.
Va estudiar al Conservatori de Milà i va debutar el 1853 al Teatro Riccardi de Brescia amb Parisenca de Donizetti. Va començar així una gran carrera com a soprano lleugera a [Milà] (debut a La Scala el 1859) i altres ciutats italianes, amb aparicions a Londres (1857) o el Teatre Reial de Madrid, on va cantar amb força freqüència entre 1856 i 1880.
La temporada 1858-1859 va cantar al Liceu de Barcelona. El Diario de Barcelona la qualificà de "soprano sfogato de prim timbre però fresc i argentí, amb emissió de veu fàcil i espontània, amb un estil de cant de bon gust i una gola dúctil i flexible, però que abusa de vegades de la seva agilitat en les cadències i refilades. Si aquesta jove cantatriu tingués més expressió i donés més intenció al cant declamat, seria una artista de gran vàlua".
Es va casar amb el tenor lleuger Mario Tiberini.